# 盲文显示机

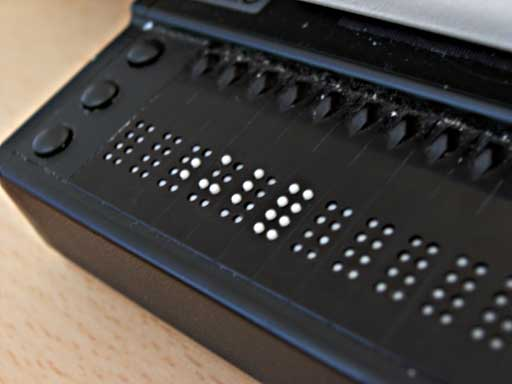
盲文顯示機

盲文显示机或称盲文终端、點字顯示器（英語：refreshable Braille display / Braille display），是能以盲文进行输出的电子机械式设备。一般来说，该设备通过在平坦表面上打孔来实现点阵的表现。有了该设备的帮助，无法使用一般的显示设备的失明用户也能够阅读文字。另外，也有使用螢幕閱讀器和语音合成器的方式，視障者可以從兩種方式中選擇對自己方便的設備。

## 历史
盲文显示机的前身是盲文终端。它由2组各3个的按键及空白键所构成的类似点字机的输入设备及类似现在的盲文显示机的输出设备所组成。也有采用QWERTY键盘、或专门输入、输出的机器。1951年，由曾任柏金斯啟明學校木工教师的David Abraham，开发出第一款便携式盲文终端。
2000年，美国国家标准技术研究所（NIST）开发出新的回旋式盲文显示机。比利时荷语天主教鲁汶大学也进行了同样的开发。日本ASK株式会社于2003年开发的ASK转转（日語：アスクてんてん）是圆盘式盲文显示机。

## 特色
凸现点阵所使用的机械原理属于壓電效應。对压电单位施加电压时，其体积会增大，再通过杠杆原理，实现凸现的效果。因此，每个点阵单位都需要个别的压电单位进行控制，换句话说，显示一个文字需要8个压电单位的支持。
部分机种能通过点阵的振动反映游标的当前位置。也有通过在每个盲文字符旁附按键，实现可将游标移动至相应位置机能的机种。
支援盲文显示机的软件被称为螢幕閱讀器。它自操作系统收集需要的内容，并将其转换为盲文进行显示。对应GUI的品种由于需要将窗口、滚动条等图形界面要素转换为文字，因此结构更为复杂。目前的操作系统已经开始提供对应的API支持。例如，Windows平台的MSAA、GNOME平台的AT-SPI等。
美国国家标准技术研究所（NIST）與比利时荷语天主教鲁汶大学的回旋式盲文显示机，这些技术都被用于实践中。藉由将盲文点阵排布在轮上，依一定速度转动就能实现不必移动手指也能继续阅读的目的。此外，使用致動器凸现点阵，也使得它无需配置大量压电单位，从而降低了成本。日本ASK株式会社于2003年开发的ASK转转（日語：アスクてんてん）则是圆盘式盲文显示机。尽管转动圆盘达到不移动手指也能阅读的目的这一点是相同的，但由于各个盲文字符仍采用压电单位，因此价格还是说不上便宜。
由于属于较为复杂的机械，为应对日常使用造成的磨损使其能正常工作，还是需要一定经济基础。一般来说，能显示40到80个左右的盲文字符。便携式品种中也有能显示18到40个字符的机种。

## 臺灣常用的盲用點字顯示器
視障者為了要得知螢幕上的訊息，常使用所謂的「點字顯示器」來將螢幕上的訊息轉化為點字輸出，藉由觸摸來得知資訊。具體的作法是在顯示器的平面上有根據點字安排的孔洞，然後根據顯示的字母，某些點就會從洞中凸出，讓視障者可以觸摸到。(另一種方式是使用語音報讀軟體/或稱螢幕閱讀器)。
根據行政院研考會「盲用電腦輔具」之網頁，目前常用的點字觸摸顯示器為：
- Freedom Scientific FOCUS
- HIMS Braille EDGE
- BPDA
- 光點 (25點字方，USB介面)
- [停產] 金點一號 (40點字方，LPT介面，無法再升級)
- [停產] 金點二號 (45點字方，LPT介面，金點轉接線，可再升級)
- [停產] 超點一號 (45點字方，LPT介面，超點轉接線，可再升級)
- [停產] 超點二號 (45點字方，COM介面，G-Mouse轉接線，不須升級)

另外亦可搭配語音箱、多功能轉接器等設備，協助視障者的使用。